# Smith & Wesson Model 686

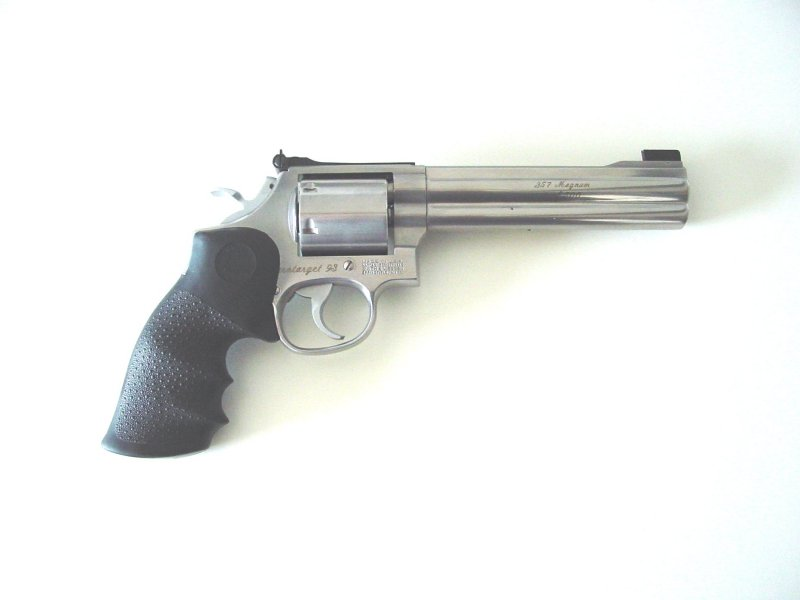
Modifizierter S&W 686-3 Eurotarget
mit Hogue Griffschalen und
individuell gefertigtem Targetkorn

Der Revolver Smith & Wesson Model 686 ist eine unter Sportschützen beliebte Waffe für verschiedene statische und dynamische Großkaliber-Disziplinen. Die Waffen wurden ursprünglich vom amerikanischen Hersteller Smith & Wesson (S&W) entwickelt und gebaut, in der Zwischenzeit existieren aber zahlreiche weiterentwickelte und „getunte“ Versionen verschiedener anderer Firmen. Verwendung finden hier die Kaliber .38 Special und .357 Magnum. Für dynamische Disziplinen werden weitgehend Waffen eingesetzt, die mit optischen oder optoelektronischen Visiereinrichtungen, sowie Gewichtsmodifikationen (beispielsweise zusätzliche Laufgewichte) und anderen Änderungen versehen sind.
Parallel zum Model 686 entstand das Model 617 im Kaliber .22 lr (.22 lfB) als Kleinkaliber-Scheibenrevolver für das sportliche Schießen.

## Funktionsprinzip
Der Revolver verfügt über einen SA/DA-Abzug (engl. Single Action/Double Action). Er gestattet es sowohl, den Schuss mit vorgespannten Hahn mit minimalem Druck und hoher Präzision auszulösen (SA), als auch den Abzug mittels des Abzugszüngels, und größerem Kraftaufwand, durchzuziehen und somit den Schuss auszulösen (DA). Jedes Spannen des Hahns beziehungsweise Durchziehen des Abzuges (DA) dreht die Trommel mit Hilfe einer Transportklinke und eines ausgefeilten Timing-Systems des Abzugs um ein Patronenlager weiter (linksdrehend). Das Timing-System des Abzugs sorgt für ein präzises Fluchten von Patronenlager und Laufübergang. Minimale Abweichungen könnten zu unpräzisen Schüssen, Deformation oder Zerstörung des Geschosses, bis hin zur Zerstörung der Waffe und schwersten Verletzungen des Schützen führen.

## Ausstattung
Das Model 686 wird mit einem sogenannten „full lug barrel“ gefertigt. Dabei ist die Lauf-Seele in einem massiven Laufmantel mit starker, durchgehender Ausformung unterhalb des Laufes gebettet. Diese Art der Bettung sorgt gerade bei langen Läufen für zusätzliche Stabilität und zusätzliches Gewicht im vorderen Teil der Waffe, was zu geringeren Rückstoßreaktionen und mehr Ruhe in der Waffe vor der Schussabgabe beim längeren Zielen, zum Beispiel beim Scheibenschießen, führt.

## Model 686-3 Target Champion

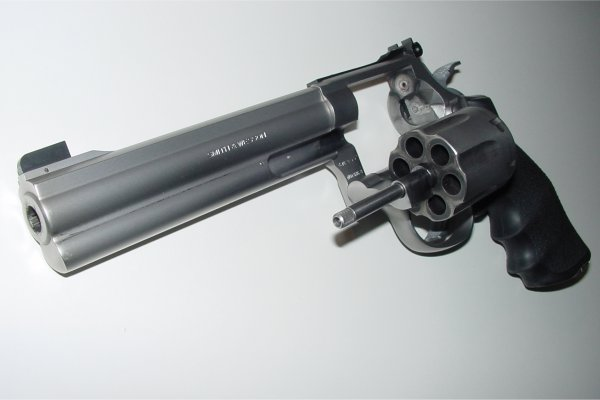
Modifizierter S&W 686-3 Target Champion

Das Original des Target Champion verfügt über die früher Smith & Wesson üblichen Holzgriffschalen auf dem „L“-Rahmen der Waffe. Die Visierung besteht aus einem hinterschnittenen Targetkorn und einer in Höhe und Seite verstellbaren Kimme. Die Waffe aus rostfreiem Stahl (engl. stainless steel) weist ein satiniertes Finish auf und hat auf der Oberseite des Laufmantels mattierte Längsfräsungen um Lichtreflexe in der Visierlinie auszuschließen.

## Model 686-3 Eurotarget

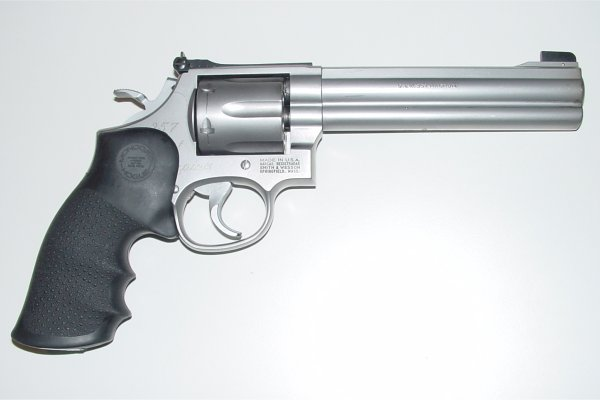
Modifizierter S&W 686-3 Target Champion mit Hogue Griff

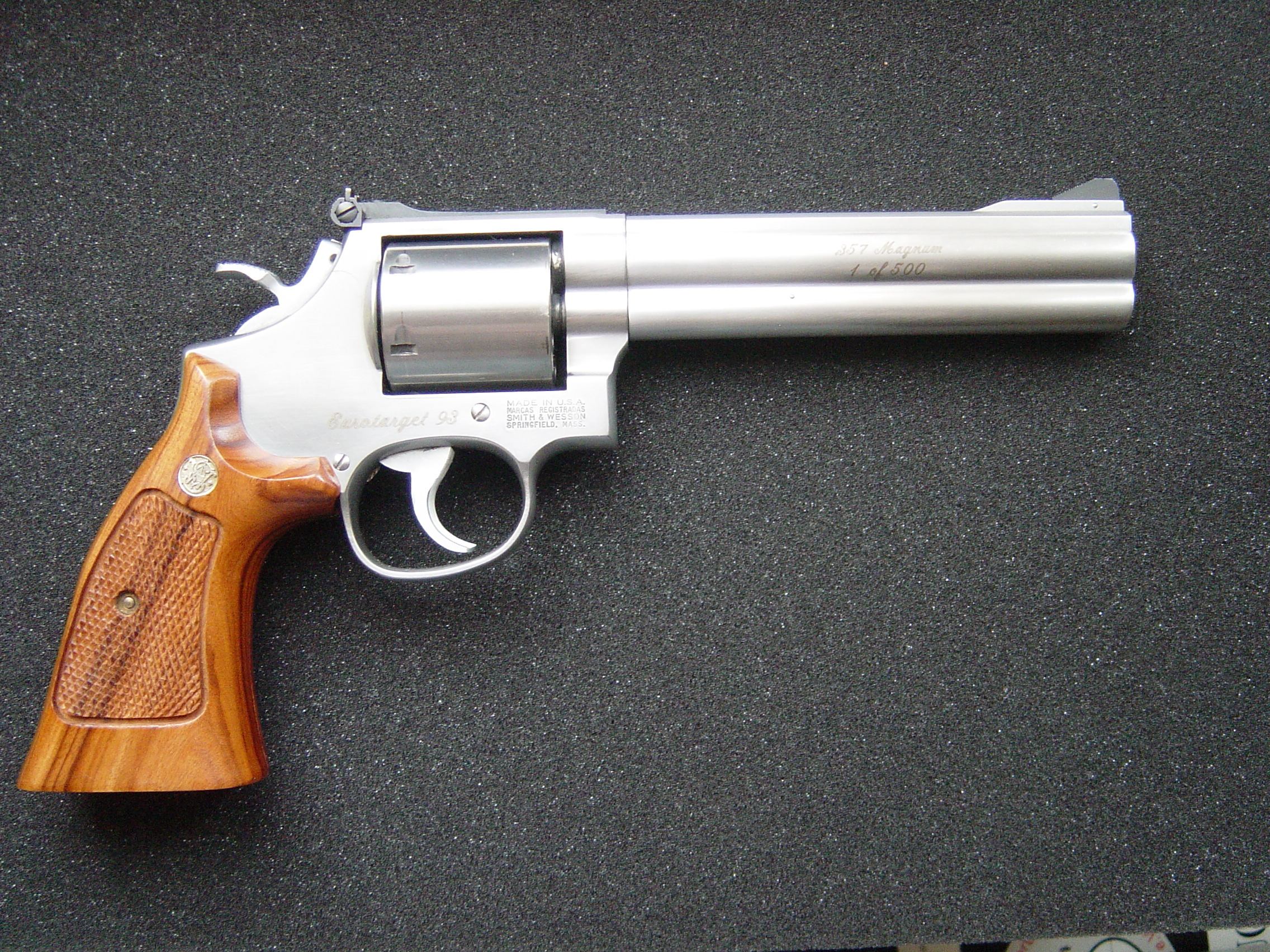
S&W686-3 Eurotarget 93 m. ungefluteter Trommel und orig. S&W-Holzgriffschalen

Der Revolver Smith & Wesson Model 686-3 Eurotarget der Firma AKAH (Albrecht Kind GmbH) wurde Anfang der 1990er-Jahre aus ausgesuchten Bauteilen des Model 686 von S&W gebaut und nach ähnlichen Standards, wie denen des Smith & Wesson Performance Center überarbeitet. Die so gefertigten Waffen verfügten über die gleichen Qualitätsmerkmale in Leistung und Präzision, wie die „Race Guns“ der von den Spezialisten des Smith & Wesson Performance Center überarbeiteten Modelle. Das Model 686-3 Eurotarget wurde von der Firma AKAH in einer limitierten Serie von nur 500 Stück gefertigt und mit der Laser-Goldgravur „.357 Magnum“ und „1 of 500“ versehen. Jede Waffe trägt neben der Waffen-Seriennummer, die Produktionsnummer der 500er Serie. Der S&W 686-3 Eurotarget ist schon heute eine beliebte und gesuchte Sammlerwaffe.
Weiterhin ist der Eurotarget mit einer sogenannten „ungefluteten Trommel“ ausgestattet. Üblicherweise verfügen Revolvertrommeln über gefräste Flutungen zur Gewichtsreduzierung. Der Verzicht auf die Flutungen führt zu einer schwereren Trommel, wodurch die Waffe auch im Mittelteil zusätzlich Gewicht gewinnt, was sich positiv auf das Gewichtsgefühl des Schützen für die Waffe auswirkt, da sich das Gewicht durch das Verschießen der Munition nicht wesentlich verändert und so eine möglichst gleich bleibende Handlage der Waffe gewährleistet ist. Das Original des Eurotarget verfügt wie die Target Champion über die früher üblichen Holzgriffschalen von S&W auf dem „L“-Rahmen der Waffe. Die Visierung besteht aus einem Rampenkorn und einer in Höhe und Seite verstellbaren Kimme. Holzgriffschalen und Rampenkorn werden von engagierten Sportschützen häufig gegen andere Griffschalen und Targetkorn getauscht. Die polierte Waffe aus rostfreiem Stahl hat auf der Oberseite des Laufmantels mattierte Längsfräsungen um Lichtreflexe in der Visierlinie auszuschließen.